# Zemplén (comitat)
Le Zemplin ou Comitat de Zemplin (en slovaque : Zemplín ou Zemplínská župa, en latin : Zemplinum et comitatus Zempliniensis, en allemand : Semplin ou Sempliner Gespanschaft, en hongrois Zemplén ou Zemplén (vár)megye) est un ancien comitat de la Grande Hongrie, au sein de l'Autriche-Hongrie. En 1918 la république démocratique de Hongrie se disloque et la première république tchécoslovaque est proclamée : le traité de Trianon de 1920 officialise le partage entre les deux pays du comitat de Zemplén dont le territoire est actuellement dans le sud-est de la Slovaquie (3/4) et dans le nord-est de la Hongrie (1/4).

## Géographie
En 1910, le comitat de Zemplin avait une superficie de 6 269 km2 pour 343 194 habitants ce qui correstond à 54,7 hab./km2. La capitale était Sátoraljaújhely.
Elle se situe de nos jours en partie en Slovaquie et en Hongrie.

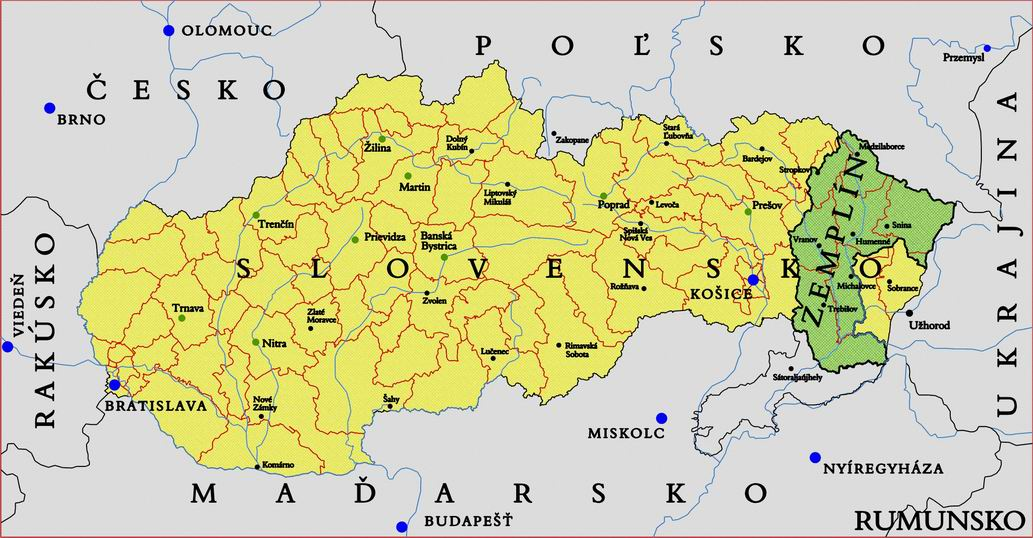
Localisation en Slovaquie
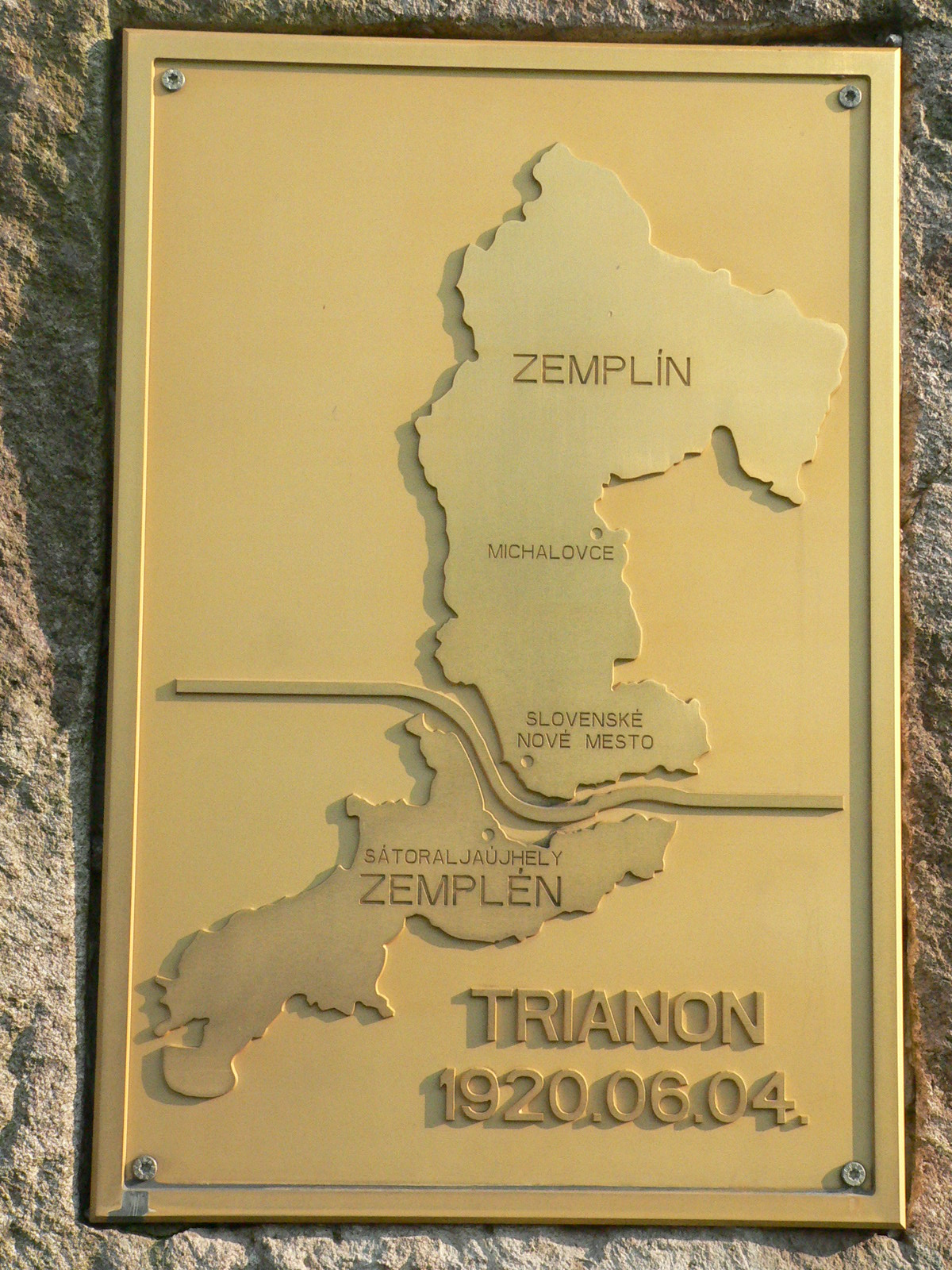
Découpage de l'ancien comitat de Zemplén après le traité de Trianon (1920)

## Répartition de la population
Répartition ethnique de la population selon les recensements de 1910 :
- Hongrois 56,5 %
- Slovaques 27,1 %
- Ruthènes 11,4 %
- Allemands 2,8 %

## Organisation administrative

### Districts
Depuis le début du XVe siècle, le comitat est divisé en quatre districts (de 1598 à 1773), ils portèrent le nom de :
- Processus primus
- Processus secundus
- Processus tertius
- Processus Quatrus

En 1773, les districts sont renommés :
- Processus submontanus
- Processus insulanus
- Processus Varanoviensis
- Processus Nagy Mihályiensis

Au début du XIXe siècle, les districts de Processus Varanoviensis et de Processus Nagy Mihályiensis sont divisés en deux :
- Processus Ujhelyiensis (Ancien Processus Varanoviensis)
- Processus Sztropkoviensis (Ancien Processus Varanoviensis)
- Processus Nagy-Mihályensis (Ancien Processus Nagy Mihályiensis)
- Processus Göröghinensis (Ancien Processus Nagy Mihályiensis)
- Processus Tokajensis (Approximativement Processus primus)
- Processus Zempliniensis (Approximativement Processus secundus)

Durant la seconde moitié du XIXe siècle, le comitat de Zemplin est divisé en 12 districts :
- Sátoraljaújhely
- Sárospatak
- Tokaj
- Szerencs
- Medzibodrožie (hongrois : Bodrogköz), ville principale : Kráľovský Chlmec
- Michalovce
- Sečovce
- Vranov nad Topľou (à l'époque: Vranov)
- Stropkov
- Humenné
- Medzilaborce
- Snina

### Ville
- Sátoraljaújhely